# 蒼梧県
蒼梧県（そうご-けん）は中華人民共和国広西チワン族自治区梧州市に位置する県。

## 歴史
戦国時代より蒼梧、または倉吾の名で呼ばれている。
前漢の交阯で、蒼梧郡が置かれ、南北朝時代の南朝斉まで続いた。

## 行政区画
- 鎮:石橋鎮、沙頭鎮、梨埠鎮、嶺脚鎮、京南鎮、獅寨鎮、旺甫鎮、六堡鎮、木双鎮